# 음력 1월 22일
음력 1월 22일은 음력 1월의 22번째 날이다.

## 문화
- 2006년 - 대구 시내버스 준공영제 및 시내버스-도시철도 환승할인제를 시행하였다.

## 탄생
- 1904년 - 대한민국의 역사학자 신석호.
- 1975년 - 대한민국의 배우 이선균.
- 1977년 - 대한민국의 가수 조성모.
- 1984년 - 대한민국의 배우 정유미.
- 1991년 - 대한민국의 가수 윤지성.
- 1994년
  - 대한민국의 배우 정민아.
  - 대한민국의 가수 수민 (소나무).
- 1998년 - 미국의 래퍼 버논 (세븐틴).
- 1999년 - 대한민국의 가수 주학년 (더보이즈).

## 사망
- 2009년 - 대한민국의 가톨릭 추기경 김수환.

## 기념일, 연중행사
- 관음예문3일기도 입재

## 같이 보기
- 음력 360일: 1월 2월 3월 4월 5월 6월 7월 8월 9월 10월 11월 12월
- 전날:1월 21일 다음날:1월 23일 - 전달:12월 22일 다음달:2월 22일
- 양력:1월 22일
- 음력, 윤달